# Gurunahalli, Kundgol
Gurunahalli là một làng thuộc tehsil Kundgol, huyện Dharwad, bang Karnataka, Ấn Độ.